# Nikiboko
Nikiboko is een wijk van Kralendijk in Bonaire. Het bevindt zich in het oosten van Kralendijk, en is de een na grootste wijk van het eiland.

## Geschiedenis
Het dorp werd in 1825 voor het eerst vermeld als Nokoboki, en is ouder dan Kralendijk. Het was een dorp van vissers en boeren. De dorpen rond Kralendijk groeiden aanelkaar, en worden tegenwoordig beschouwd als wijken.
Op 24 en 29 juni vinden de feesten van San Juan en San Pedro plaats in Nikiboko. Iedere inwoner die vernoemd is naar Juan of Pedro zoals bijvoorbeeld Johanna, Wancho of Petra krijgt een serenade aan huis.

## School
De wijkschool van Nikiboko is Kolegio Kristu Bon Wardador (Christus de Goede Herder School). Dit is de grootste basisschool van het eiland, een opleidingsschool en tevens onderdeel van een Integraal Kindcentrum (IKC).

## Geboren
- Hubert Booi (1919-2014), dichter en schrijver[8]

Boven Bolivia · Kralendijk (Antriol · Belnem · Nikiboko · Tera Cora) · Rincon